# Effet de bord (physique)
 (mai 2019).
Si vous disposez d'ouvrages ou d'articles de référence ou si vous connaissez des sites web de qualité traitant du thème abordé ici, merci de compléter l'article en donnant les références utiles à sa vérifiabilité et en les liant à la section « Notes et références ».
Pour les articles homonymes, voir Effet de bord.
En physique, et plus particulièrement en mécanique des fluides, un effet de bord est un phénomène d'instabilité au bord près de la paroi. Bien souvent, l'étude des phénomènes se fait en négligeant l'effet de bord, par la forme géométrique du phénomène ou en séparant le cas de la proximité du bord. 
D'une manière générale, un effet de bord désigne l'ensemble des phénomènes qui apparaissent à proximité d'une valeur limite d'un domaine où peut s'appliquer un certain nombre de calculs (paroi ou seuil). Les limites correspondent aux domaines de validité des méthodes de calcul. Les transitions sont progressives, et il n'y a pas d'effet de bord. 
Au sens général, le plus souvent évoqué est l'effet de bord lors de l'écoulement d'un fluide , où les frottements sur les parois modifient l'écoulement général. Il existe aussi l'effet de bord thermique où le fluide (liquide ou gazeux) a lui aussi un échange avec les parois.